# Psicologia como ciência básica
A pesquisa em psicologia como ciência básica de natureza é mais fundamental do que aquela realizada em disciplinas aplicadas e não possui uma aplicação direta. As subdisciplinas que refletem essa orientação incluem Psicologia Biológica, Psicologia Cognitiva e Neuropsicologia. A pesquisa nesses campos é marcada por rigor metodológico, visando compreender as leis e os processos subjacentes à ansiedade, ao comportamento, à cognição e à emoção, proporcionando assim uma base para a Psicologia Aplicada, que aplica princípios e teorias psicológicas para resolver problemas na saúde mental e física, bem como na educação.

## Psicologia anormal
A psicologia anormal é um ramo da Psicologia que examina padrões incomuns de Comportamento, Emoção e Pensamento que desencadeiam ou permanecem inexplicados por transtornos mentais. Embora muitos comportamentos possam ser considerados anormais, esse campo tipicamente se concentra em comportamentos em contextos clínicos. Difere da Psicologia Clínica, um campo aplicado voltado para avaliar, compreender e tratar condições psicológicas prejudiciais, embora a psicologia anormal forneça uma base para o trabalho clínico. O termo Psicopatologia é usado para denotar uma patologia subjacente nesse contexto.

## Psicologia biológica
A psicologia biológica — também conhecida como biopsicologia ou psicobiologia — aplica princípios biológicos ao estudo dos mecanismos fisiológicos, genéticos e de desenvolvimento subjacentes ao comportamento. Os profissionais consideram que todo comportamento está ligado ao Sistema nervoso e examinam sua base neurológica. Essa abordagem é compartilhada pela Neurociência Comportamental, Neurociência Cognitiva e Neuropsicologia, sendo que esta última investiga como a estrutura e a função do Cérebro se relacionam com processos comportamentais e psicológicos específicos — particularmente em casos de lesão cerebral —, enquanto neurocientistas cognitivos utilizam ferramentas de neuroimagem para observar a atividade cerebral durante tarefas.

## Psicologia cognitiva
A psicologia cognitiva envolve o estudo dos processos mentais subjacentes à Percepção, Aprendizagem, Resolução de Problemas, Raciocínio, Pensamento, Memória, Atenção, Linguagem e Emoção. Essa iniciativa de pesquisa interdisciplinar também inclui contribuições da Ciência Cognitiva, especialistas em Inteligência Artificial, linguistas, especialistas em interação humano-computador, neurocientistas computacionais, lógicos e cientistas sociais. Modelos computacionais são às vezes usados para simular os fenômenos estudados, enquanto a neurociência se concentra na atividade cerebral.

## Psicologia do desenvolvimento
A psicologia do desenvolvimento é o estudo científico de como e por que as pessoas mudam ao longo de sua vida. Inicialmente focada em Bebês e Crianças, a área expandiu-se para incluir a Adolescência, o Desenvolvimento Adulto e o Envelhecimento. Os psicólogos do desenvolvimento buscam explicar as mudanças no pensamento, na emoção e no comportamento examinando o desenvolvimento físico, cognitivo e socioemocional. Eles estudam como os indivíduos percebem, compreendem e agem no mundo e como esses processos evoluem com a idade, empregando métodos como a observação naturalística e tarefas experimentais especialmente projetadas, incluindo técnicas desenvolvidas para investigar os processos mentais dos bebês, bem como a relação entre o envelhecimento e a cognição.

## Psicologia experimental
A psicologia experimental representa uma abordagem metodológica à psicologia, em vez de uma área de conteúdo. Aplica métodos experimentais a diversos campos dentro da psicologia, como Neurociência, Psicologia do Desenvolvimento, Sensação, Percepção, Atenção, Aprendizagem, Memória, Pensamento e Linguagem, existindo inclusive um ramo experimental da Psicologia Social. Pesquisadores nessa área utilizam Métodos Experimentais para descobrir os processos subjacentes ao comportamento e à cognição.

## Psicologia evolucionária
A psicologia evolucionária é uma abordagem teórica que examina a estrutura psicológica a partir de uma perspectiva evolutiva moderna. Seu objetivo é explicar traços e processos psicológicos, como Memória, Percepção e Linguagem, em termos de adaptações que evoluíram ao longo da história humana. Traços e processos são considerados produtos funcionais de mutações aleatórias e da Seleção natural. Os psicólogos evolucionários argumentam que grande parte do comportamento humano é o resultado cumulativo de adaptações psicológicas desenvolvidas para resolver desafios em ambientes ancestrais; por exemplo, Steven Pinker postulou que, embora os humanos possam herdar capacidades para ler e escrever, também herdariam mecanismos mentais especializados que tornam a aquisição da linguagem quase automática. Essa abordagem não só constitui uma subdisciplina, mas também oferece uma estrutura metateórica que integra todo o campo da psicologia, de forma análoga ao papel da teoria evolucionária na biologia.

## Psicologia matemática
A psicologia matemática representa uma abordagem baseada na modelagem matemática de processos perceptuais, cognitivos e motores. Contribui para a formulação de regras — semelhantes a leis — relativas a propriedades mensuráveis dos estímulos e ao comportamento, com a Medição desempenhando um papel central. Embora esteja intimamente relacionada à Teoria psicométrica, que tipicamente se concentra em diferenças individuais estáticas e de caráter traço, a psicologia matemática enfatiza modelos processuais em áreas como a percepção e a cognição, ligando-a tanto à Psicologia Experimental quanto à Psicologia Cognitiva.

## Neuropsicologia
A neuropsicologia envolve o estudo da estrutura e da função do Cérebro conforme se relacionam a processos psicológicos específicos e comportamentos observáveis. A pesquisa nesse campo inclui estudos em humanos e animais com Lesões cerebrais e investigações da atividade elétrica em células cerebrais individuais ou grupos de células em humanos e outros Primatas. Compartilha uma sobreposição significativa com a Neurociência, Neurologia, Psicologia Cognitiva e Ciência Cognitiva.

## Psicologia da personalidade
A psicologia da personalidade estuda padrões duradouros de Comportamento, Pensamento e Emoção em indivíduos, com foco nas diferenças individuais. Dentro deste campo, os teóricos dos traços tentam analisar a personalidade em termos de um número limitado de traços psicológicos fundamentais utilizando métodos estatísticos. Embora o número de traços propostos tenha variado, há um certo consenso em torno da teoria empiricamente fundamentada dos Cinco Grandes Traços de Personalidade.

## Psicofísica
A psicofísica investiga quantitativamente a relação entre estímulos físicos e as sensações e percepções que eles produzem, definida como o estudo científico da relação estímulo–sensação. Engloba uma variedade de métodos aplicáveis à pesquisa em sistemas perceptivos, com aplicações modernas baseadas, em grande parte, em análises de observador ideal e na Teoria da Detecção de Sinais.

## Psicologia social
A psicologia social é o estudo científico de como os pensamentos, sentimentos e comportamentos dos indivíduos são influenciados pela presença real, imaginada ou implícita de outros. Examina como as pessoas se percebem mutuamente e os relacionamentos interpessoais. Os temas de estudo incluem influências sociais (por exemplo, conformidade e Persuasão), formação de crenças, Atitudes e Estereótipos, enquanto a Cognição Social integra perspectivas sociais e cognitivas para explorar como a informação social é processada, lembrada e distorcida; pesquisas sobre Dinâmica de Grupos focam na liderança e na comunicação.